# قسم تشلاو الريفي (مقاطعة آمل)
قسم تشلاو الريفي (بالفارسية: دهستان چلاو) هي منطقة سكنية تقع في إيران في قسم. يقدر عدد سكانها بـ 4,247 نسمة .